# 허정한
허정한(1977년 4월 25일 ~ )은 대한민국의 당구 선수이다.

## 생애
창신대학 실용영어과를 졸업했다. 2010년 제16회 광저우 아시안게임 남자 당구 국가대표. 2013년 제4회 부산광역시장배 3쿠션 전국당구대회에서 우승했다. 2013년 세계 팀3쿠션 선수권대회에서 동메달을 획득했다. 2016 이집트 후루가다 월드컵에서 생애 최초 월드컵 우승을 했다. 결승전 상대는 딕 야스퍼스.

## 기타
- 2015년 1월 현재 세계 랭킹은 25위, 국내 랭킹은 1위이다. 세계 랭킹 1위인 동갑내기 최성원에 비해 국제전 징크스가 있는 것으로 알려졌다.[1]